# Lissodendoryx lundbecki
Lissodendoryx lundbecki är en svampdjursart som beskrevs av Topsent 1913. Lissodendoryx lundbecki ingår i släktet Lissodendoryx och familjen Coelosphaeridae. Inga underarter finns listade i Catalogue of Life.